# アントワネット・ド・モナコ
アントワネット・ルイーズ・アルベルト・シュザンヌ・ド・モナコ（La princesse Antoinette Louise Alberte Suzanne de Monaco, baronne de Massy, 1920年12月28日 - 2011年3月18日）は、モナコ公家の公女。レーニエ3世の姉。

## 生涯
モナコ公ルイ2世の世継ぎ公女、ヴァランティノワ公爵夫人シャルロットとその夫ピエール公子の間の第1子・長女として、パリ16区の高級住宅街パッシー地区で生まれた。
母は祖父の非嫡出子で、1919年公位継承権を与えられてモナコ公家の成員となったばかりだった。父が隠れた同性愛者だったことが原因で両親の夫婦仲は悪く、1930年法的に別居、1933年離婚した。養育権は父が持ったものの、アントワネットは主にパリで祖父の影響下に育った。公女の教育は型にはまらない自由なものだった。
第二次世界大戦中の1943年にドイツ軍がモナコを占領した。このとき、アントワネットはあるドイツ人将校と恋に落ちて結婚を望むようになり、結婚問題は大きな議論を呼んだ。結局、祖父ルイ2世はドイツ将校との結婚を禁じた 。

### 弟との関係
1949年モナコ公位に就いた弟レーニエ3世は当初独身だったため、アントワネットが公位継承順位第1位だった。公女は弟を退位させて公位に就こうと画策したり、自分の息子が公位継承者に指名される可能性を探ったりしていた。アントワネットの企みは、愛人で当時モナコ国民議会議長を務めていた弁護士ジャン＝シャルル・レイの支持を受けていた。また公女は、レーニエ3世を結婚から遠ざけようと、弟の交際相手のフランス人女優ジゼル・パスカルが不妊症で、将来モナコ公妃となっても公位継承者は望めないとの噂を流した。1953年、この噂が原因でレーニエ3世がジゼルとの交際を諦めると、アントワネットはモナコ宮廷のペルソナ・ノン・グラータとなった。
しかしそれでも、1956年4月にレーニエ3世が米国人女優グレース・ケリーと結婚するまでは、アントワネットはモナコのファーストレディとして宮廷の催し事の中心に居続けた。例えば1955年8月モンテカルロで行われたモナコ赤十字社主催舞踏会にレーニエ3世の同伴者として出席した。レーニエとグレースの結婚を契機に、レーニエとアントワネットの姉弟関係は修復された。姉弟関係は、1982年グレース公妃が事故死したときに最も親密になった。この頃には、アントワネットはモナコ国民にとって「愛すべき」存在となっていた 。

### 結婚歴・人物
弁護士・テニス選手アレクサンドル・ノゲ（Alexandre Noghès 1916年 - 1994年）と恋愛関係になり、間に3人の子供をもうけた。彼はモナコグランプリを創始した事業家アントニー・ノゲの息子で、ノゲ家はスペイン系だった。1951年10月23日又は12月4日、2人はモナコ公家の承認を得ず、密かにジェノヴァで結婚したが、1954年には離婚した。ノゲはレーニエ3世から在ジェノヴァ・モナコ総領事の肩書を与えられた。最初の結婚をした1951年、モナコ公家はアントワネットに「マシー男爵夫人（baronne de Massy）」の爵位を授け、3人の子供も同じ爵位を帯びることを許された。
1961年12月2日、デン・ハーグで長年の愛人だった政治家・弁護士のジャン＝シャルル・レイ（Jean-Charles Rey 1914年 - 1994年）と再婚したが、1972年に離婚。1983年7月28日、モナコで10歳年下の英国人バレエダンサー、ジョン・ギルピン（1930年 - 1983年）と3度目の結婚をする。ギルピンの心臓発作による突然死のため、この最後の結婚生活は僅か6週間で終わった。
アントワネットは「エキセントリック」で、「短気」で「厄介」な女性と評された。動物愛好家であり、動物保護運動を強く推進した。1950年代、公女は南仏エズのヴィラ「ル・ブー・ド・モンド（Le Bout de Monde）」にアニマルシェルターを設け、多数の遺棄された犬猫を受け入れた。公女は死去するまでモナコの動物保護団体「モナコ動物保護協会（Société protectrice des animaux de Monaco）」総裁を務めた。

### 晩年
2002年、1962年モナコ憲法の公位継承に関する条項が修正され、公位継承権者は現君主とその兄弟姉妹の嫡出子孫に限るとされた。2005年弟レーニエ3世が死去すると同時に、アントワネットとその子孫はモナコ公位継承権者の列から廃除された。
公女は2007年までモナコ赤十字社主催の舞踏会に毎年参加していた。参加の際は、当時まだ独身だった甥のアルベール2世公が同伴者であった。2011年1月、「モナコ女性連合（Union des Femmes Monégasques）」はモンテカルロのレストラン「カフェ・ド・パリ（Café de Paris）」でアントワネット公女の90歳の誕生日を祝する大規模な晩餐会を催した。
モナコのグレース公妃病院に長く入院した後、90歳で死去した。葬儀は2011年3月24日、モナコ＝ヴィルの無原罪の聖母大聖堂で執り行われた。遺骸の埋葬はモナコ＝ヴィルの平和礼拝堂（Chapelle de la Paix）にて近親者のみで行われた。
公女はサン・シャルル勲章大十字章の受章者であった。モナコのラ・コンダミーヌには、公女の名前を冠した「プランセス・アントワネット公園（Parc Princesse Antoinette）」がある。

## 子女
最初の夫アレクサンドル・ノゲとの間に、婚前に3人の子を儲けた。子供らは両親の婚姻に伴う準正により嫡出子とされた。子供らは母が1951年に授与された爵位に基づき「マシー男爵（夫人）」の姓を名乗る。彼ら及びその子孫は2005年のレーニエ3世の死去に伴いモナコ公位継承権者の列から廃除されたが、レーニエ3世の直系に次ぐ潜在的な公位継承権を持つとされる。
- エリザベート＝アンヌ・ド・マシー（英語版）（1947年 - 2020年）
- クリスチャン・ド・マシー（英語版）（1949年 - ）
- クリスティーヌ・ド・マシー（英語版）（1951年 - 1989年）

## 引用・脚注
1. 1 2   palais.mc (Memento des Originals vom 24. 12月 2013 im Internet Archive)  情報 Der Archivlink wurde automatisch eingesetzt und noch nicht geprüft. Bitte prüfe Original- und Archivlink gemäß Anleitung und entferne dann diesen Hinweis.
2. 1 2 3 4 5 6 7 8  Princess Antoinette: Member of Monaco's royal family decried for her attempt to meddle with the succession Nachruf in: The Independent vom 2. April 2011
3. 1 2 3 4 5 6 7 8 9  Princess Antoinette of Monaco Nachruf in: The Daily Telegraph vom 27. März 2011.
4. 1 2 3 4  Tante Fürst Albert II. Antoinette von Monaco ist tot. N24.de vom 18. März 2011. Abgerufen am 30. März 2014
5. 1 2 3  Neu-Hollywood blieb Utopie in: DER SPIEGEL; Ausgabe 35/1955. Abgerufen am 30. März 2014
6. 1 2  Beisetzung von Prinzessin Antoinette. Trauer in Monaco: Fürst Albert trägt seine Tante zu Grabe in: BILD vom 24. März 2011. Abgerufen am 30. März 2014
7. ↑  Fürst Albert: Seine geliebte Tante ist gestorben in BUNTE vom 18. März 2011. Abgerufen am 30. März 2014
8. 1 2  Der Erbfolge-Krieg in: DER SPIEGEL; Ausgabe 10/1953. Abgerufen am 30. März 2014
9. 1 2  Prinz Albert, Charlene & Co. Hier trauern sie um Tante Antoinette. in BUNTE vom 24. März 2011. Abgerufen am 30. März 2014